# 黄粉虫
黄粉虫（学名：Tenebrio molitor），也叫大黃粉蟲、茶色偽步行蟲、麵包蟲，是一种甲虫，属于鞘翅目下拟步行虫科粉甲虫属，原分布于北美洲。黄粉虫的幼虫呈黄色，体长约2.5厘米；成虫呈黑色，体长1.25至1.8厘米。其幼蟲是常見的寵物飼料。

## 習性

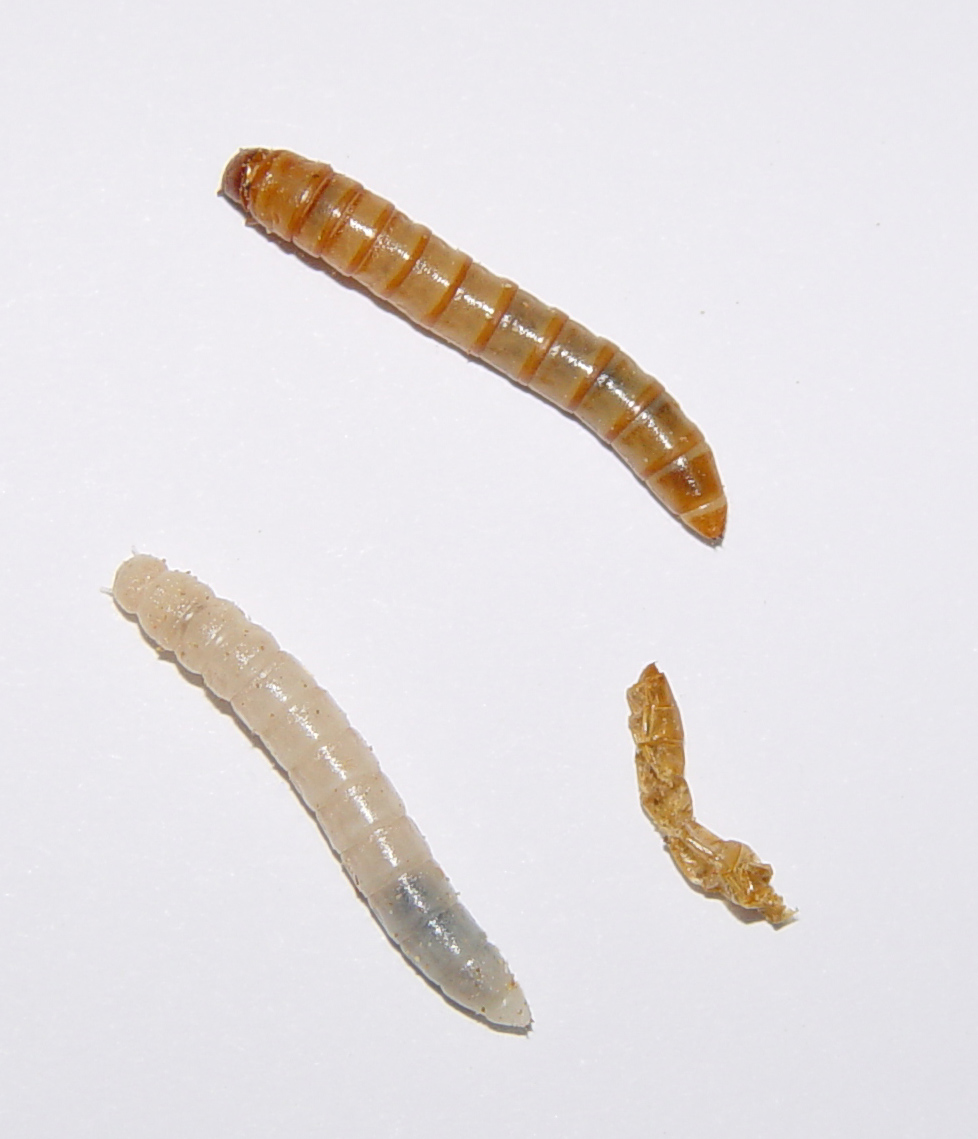
蜕皮前后的黄粉虫的幼虫，黄色形似面包

它以麵粉、麥麩、麵包、腐敗食物等為食，如果發現黃粉蟲，很可能是麵粉的儲藏條件不佳。幼蟲喜歡在潮濕陰暗的地方活動，成蟲也是夜行性的，爬行迅速，會飛。

## 用途

### 食用
被稱為麵包蟲的幼蟲期是很熱門的食用昆蟲，營養價值高，只要是能吃蟲的寵物全都能餵。寵物店通常也將照顧不周的小型已死寵物丟入麵包蟲堆裡當餌料，能餵飽麵包蟲又能清理屍體一舉兩得；但成蟲型態經濟價值相對較低(可作為食肉性兩爬寵物的活餌)。室內飼養的最佳溫度為25-30℃以下。

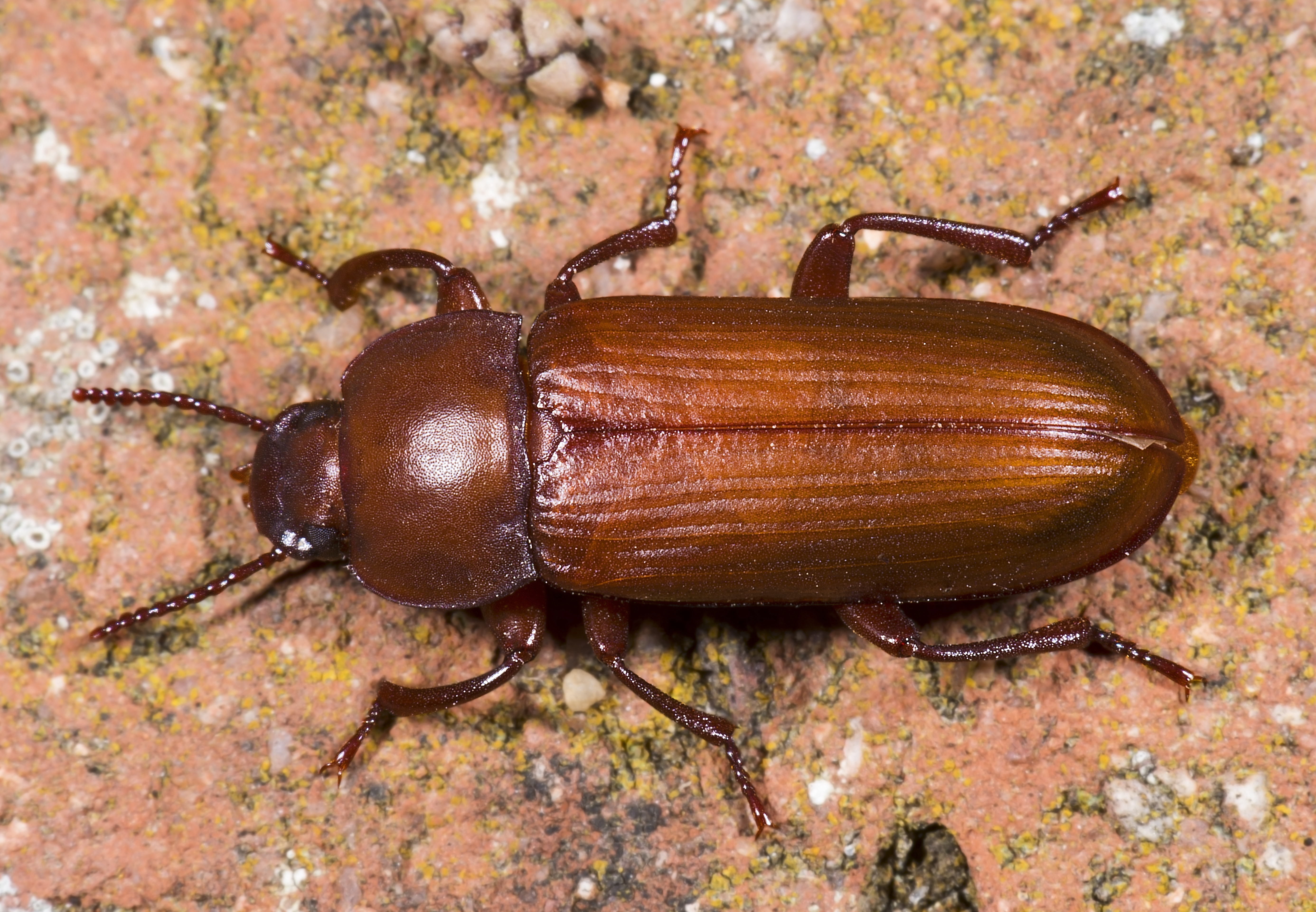
成蟲

面包虫可以整只在煎炸或者烘烤之后食用，也可以打成粉和面粉一起用于烘焙。人吃的面包虫通常是用谷物培养，配合馬鈴薯等蔬菜以提供水分。
欧盟食安局在2021年1月裁定认为，面包虫属于安全的人类食物来源。

### 消化保麗龍
麵包蟲消化道內有一種細菌，可以自然分解聚苯乙烯泡沫塑料（俗稱「保麗龍」）。